# 쓰노가와역
쓰노가와역(일본어: 角川駅)은 일본 기후현 히다시에 있는 도카이 여객철도 다카야마 본선의 역이다. 이전에는 상대식 승강장 2면 2선의 구조를 지녔지만, 지금은 단선 승강장 1면 1선의 구조를 지닌 지상역이다.

## 역 주변
- 국도 제360호선
- 국도 제471호선

## 역사
- 1934년 10월 25일 : 히다오사카 - 사카카미 간 개통과 동시에 개업.
- 1987년 4월 1일 : 민영화에 의해, 도카이 여객철도로 이관.

## 인접 정차역
| 도카이 여객철도 다카야마 본선 | 도카이 여객철도 다카야마 본선 | 도카이 여객철도 다카야마 본선 |
| ----------------------------- | ----------------------------- | ----------------------------- |
| 히다호소에 기후 방면          | ■ 다카야마 본선               | 사카카미 이노타니 방면        |